# Юрна Міхкель
Юрна Міхкель (ест. Mihkel Jürna; * 1899, Соонука — † 1972, Таллінн) — естонський письменник, перекладач на естонську мову повістей Тараса Шевченка (Таллінн 1955).